# Roderic d'Osona

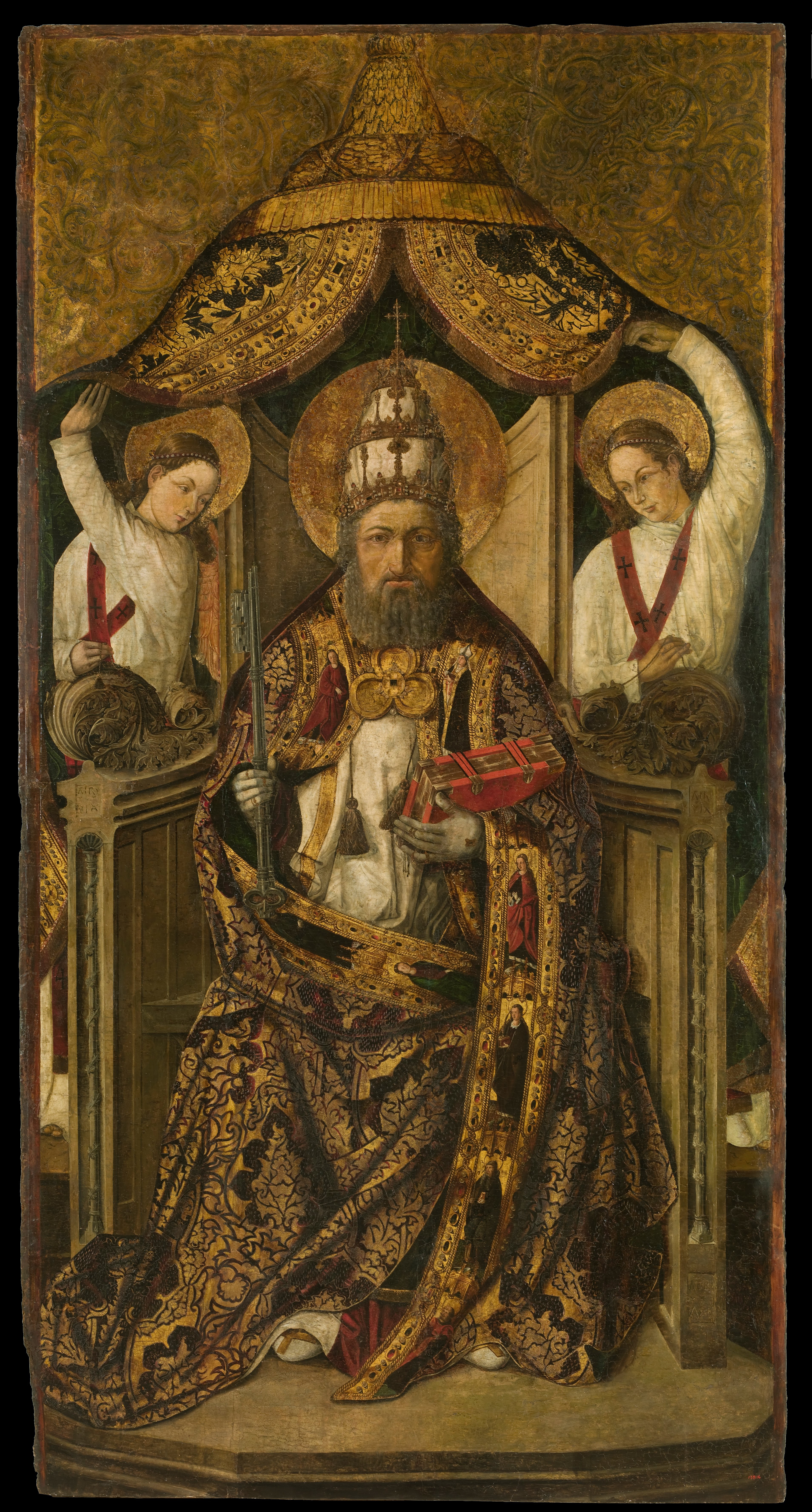
Sant Pere entronat, MNAC.

Roderic d'Osona és un pintor valencià, actiu a la ciutat de València entre 1464 i 1484. Se li ha suposat un primer període de formació a Ferrara, Pàdua o Venècia, encara que no està totalment comprovat. Entre les seues obres destaquen: el Retaule del Calvari de l'església de Sant Nicolau, a València, firmat en 1476 i a través del qual se li han pogut atribuir altres obres com la Pietat, conservada en el Museu de Belles Arts de València, i realitzada entre 1485 i 1490; i el Retaule de la Verge de Montserrat, situada a Duomo d'Acqui Terme i feta entre el 1481 i el 1486.
És considerat com un dels introductors de les formes renaixentistes en la pintura espanyola, arribant a un sentit ple de l'italianisme quattrocentista. No obstant això, les influències italianes es veuen matisades pel coneixement i l'aplicació de fórmules pròpies de la pintura flamenca, com és l'expressivitat allunyada de la idealització.
Els aspectes d'amabilitat i dolçor atenen més a raons de tipus devocional que a una visió racionalitzada i rigorosa de la realitat. A pesar d'això, els seus quadres mostren una preocupació per l'ambientació natural i arquitectònica de les escenes i un extraordinari domini de la pintura a l'oli.
Existeix encara una certa confusió entre aquest autor, anomenat Roderic o Rodrigo d'Osona el Vell, i el seu fill, anomenat Osona el Jove. Mentre que l'activitat del pare es desenrotlla fins a 1501, la del fill va de 1496 a 1513. Al segon es deuria la Taula de l'Epifania, conservada a Londres, que està firmada per "Lo fill del mestre Rodrigo", amb una tendència més tradicional que les obres del pare. A partir d'ella se li ha atribuït el Crist davant de Pilat conservat en el Museu de Belles Arts de València. L'obra d'ambdós pintors, junt amb la de Paolo de San Leocadio, senten les bases per al breu cicle de classicisme en la pintura espanyola.